# Mikael Jepson
Mikael Jepson, ofta kallad bara Jepson, född 24 juli 1974 i Växjö, är en svensk musiker, känd som gitarrist i glamrockbandet The Ark.
Han är uppväxt i Rottne, ett litet samhälle utanför Växjö i Småland och han har varit med i The Ark sedan bandet startades 1991. Han är även medlem i bandet Stereo Explosion, tillsammans med några andra av The Arks medlemmar. 
Jepson har varit programledare för SVT:s En ska bort.

## Filmografi
- 2012 – Villa Thalassa – helgen vecka 48

### Fotnoter
1. ↑  Elin Fjellman (22 december 2004). ”The Ark vill att det ska rocka” (på svenska). Sydsvenskan. https://www.sydsvenskan.se/2004-12-22/the-ark-vill-att-det-ska-rocka. Läst 25 juli 2019.